# Yamba Asha
Yamba Asha (31 de Julho de 1978, Luanda) é um futebolista angolano que joga actualmente no Petro Atlético de Angola.

## Carreira
Jogou no Atlético Sport Aviação e é internacional pela Seleção Angolana. No entanto foi afastado da Copa do Mundo FIFA de 2006 pela FIFA, devido a um teste antidoping, após o jogo frente ao Ruanda.
Voltou a ser chamado para o jogo de qualificação para a Copa das Nações Africanas, frente à Suazilândia em Setembro de 2006. Ele representou o elenco da Seleção Angolana de Futebol no Campeonato Africano das Nações de 2008.